# یوهان دی‌فارفلا
یوهان دی‌فارفلا (به سوئدی: Johan DeFarfalla) نوازنده گیتار بیس از کشور سوئداست. او عضو پیشین گروه پراگرسیو متال اپث بوده و در سال ۱۹۹۱ به گروه پیوست. در زمان حضور او چینش گروه شامل دیوید ایزبرگ (خواننده)، میکائیل اکرفلت و کیم پترسن (گیتار) و آندرس نردین به عنوان درامر بود. وی پس از این که مدتی از گروه جدا شد در سال ۱۹۹۴ به عنوان یک موسیقیدان فصلی دوباره با گروه در آلبوم Orchid همکاری کرد و پس از انتشار این آلبوم به عنوان عضو اصلی به همکاری اش ادامه داد. وی پس از تور برای آلبوم دوم اپث، Morningrise، به دلیل اختلاف از گروه جدا شد.